# Poschwitz
Poschwitz ist der östlichste Stadtteil der thüringischen Residenzstadt Altenburg. Bekanntheit erlangte der Ort durch den Rittergutssitz derer von der Gabelentz. Das Schloss und einige Wirtschaftsgebäude des Rittergutes existieren heute noch.

## Geografie
Der Ort grenzt im Nordosten an Windischleuba, im Osten und Südosten an dessen Ortsteile Remsa und Schelchwitz und im Nordwesten an den Altenburger Stadtteil Rasephas, im Westen befindet sich die Gemarkung der Stadt Altenburg.

## Geschichte
Erstmals urkundlich im Zehntregister des Klosters Bosau in der Nähe von Zeitz wurde der Ort 1181 als Bossuwiz erwähnt. Im Jahre 1264 wurden erstmals die Rittergutsbesitzer der Familie Otto von Poschwitz genannt. Der Ort gehörte zum wettinischen Amt Altenburg, welches ab dem 16. Jahrhundert aufgrund mehrerer Teilungen im Lauf seines Bestehens unter der Hoheit folgender Ernestinischer Herzogtümer stand: Herzogtum Sachsen (1554 bis 1572), Herzogtum Sachsen-Weimar (1572 bis 1603), Herzogtum Sachsen-Altenburg (1603 bis 1672), Herzogtum Sachsen-Gotha-Altenburg (1672 bis 1826). Bei der Neuordnung der Ernestinischen Herzogtümer im Jahr 1826 kam der Ort wiederum zum Herzogtum Sachsen-Altenburg. Nach der Verwaltungsreform im Herzogtum gehörte er bezüglich der Verwaltung zum Ostkreis (bis 1900) bzw. zum Landratsamt Altenburg (ab 1900). Das Dorf gehörte ab 1918 zum Freistaat Sachsen-Altenburg, der 1920 im Land Thüringen aufging. 1922 kam es zum Landkreis Altenburg.
Auf dem Schloss Poschwitz gab es kurz nach dem Erfinden des Skatspiels 1814 bereits einen Spielerkreis der einen nicht unerheblichen Teil zur Regelfindung des Spiels beisteuerte, einer der Erfinder, der das Rittergut 1806 übernahm, war Hans Carl Leopold von der Gabelentz.
Poschwitz wurde am 1. Oktober 1938 in die Stadt Altenburg eingegliedert. Aufgrund des Bevölkerungswachstums der Stadt Altenburg entstand ein nahezu fließender Übergang nach Poschwitz. Damals wohnten 80 Menschen im Ort. Nach dem Zweiten Weltkrieg wurde von der GSSD eine Raketenstellung vom Typ SA-3 zum Schutz des Flugplatzes Altenburg-Nobitz aufgebaut. Auf dem Gelände war die 53. Fla Raketenbrigade SA 11 stationiert, der Deckname der Anlage war Udwoitel. Die sowjetischen Streitkräfte sind 1992 abgezogen. Die Kaserne befand sich im angrenzenden Stadtteil Rasephas, das Gelände ist heute als Gewerbegebiet Nord-Ost erschlossen.
Mit der ersten Kreisreform der DDR im Jahr 1950 kam Poschwitz als Stadtteil von Altenburg zum Landkreis Altenburg. Bei der zweiten Kreisreform in der DDR wurden 1952 die bestehenden Länder aufgelöst und die Landkreise neu zugeschnitten. Somit kam Poschwitz mit dem Kreis Altenburg an den Bezirk Leipzig, der seit 1990 als Landkreis Altenburg zu Thüringen gehörte und 1994 im Landkreis Altenburger Land aufging.

### Schloss

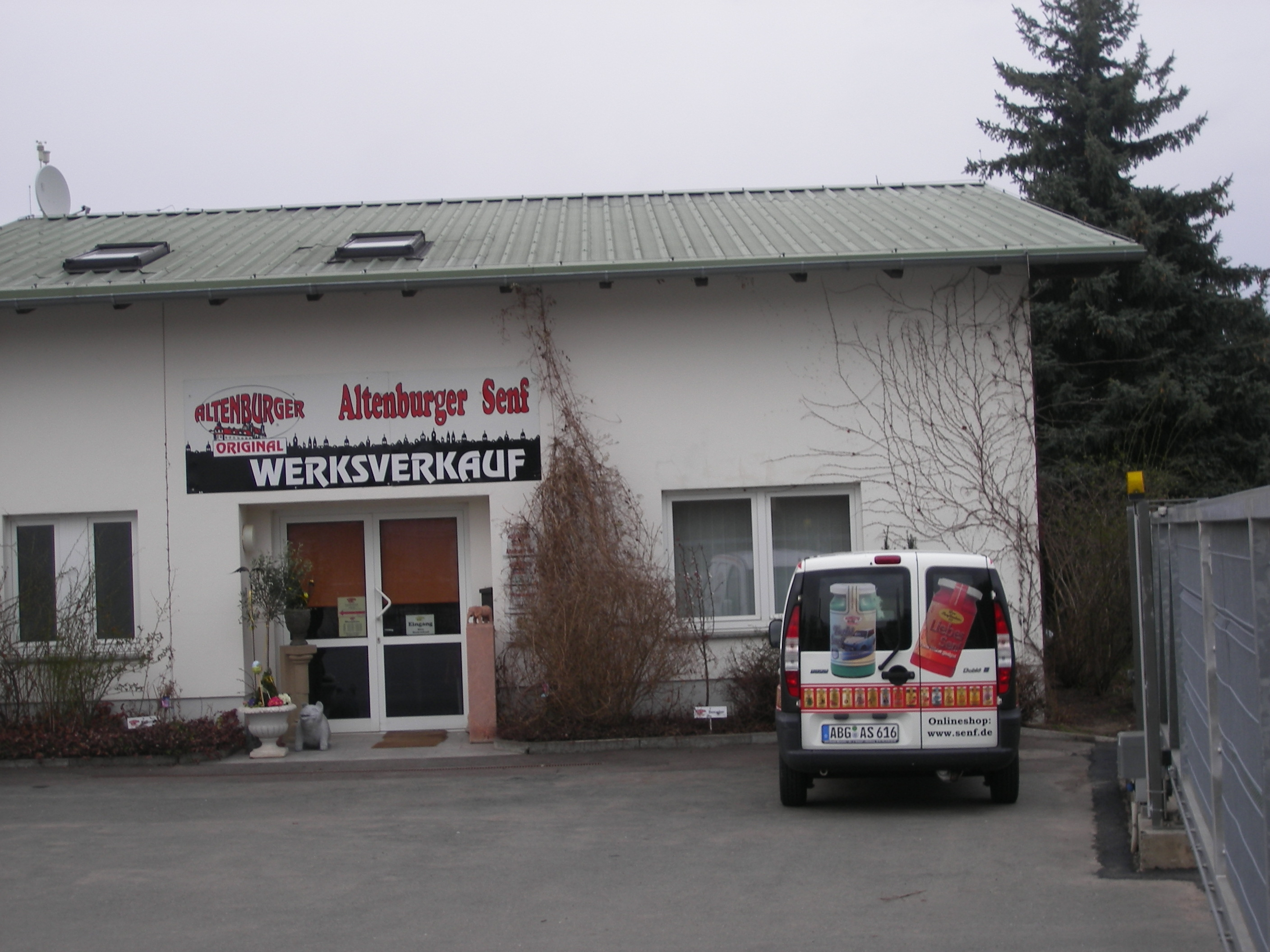
Die Senffabrik in der Remsaer Straße.

Poschwitz besitzt genau wie Windischleuba und Ehrenberg ein Schloss, welches jahrhundertelang Sitz der Herren von der Gabelentz war. Vor dem Schloss stand schon im 14. Jahrhundert ein befestigter Herrensitz. Seit 1376 sind die Herren von Gabelentz nachweisbar. Im Jahre 1507 brannte die Wasserburg nieder und wurde um 1580 zum Schloss umgebaut, so sind auch noch Restbauten der Burg vorhanden. Von 1842 bis 1847 nahm man Umbauten und eine Erweiterung vor, indem ein neugotischer Südflügel erbaut wurde. Der neugotische Turmaufsatz wurde wegen Baufälligkeit 1961 abgetragen. Das Rittergut umfasste 1945 eine Fläche von 126 Hektar und wurde so durch die Bodenreform enteignet. Dabei ging die wertvolle sprachwissenschaftliche Bibliothek als „Beutekunst“ an die Sowjetunion verloren, trotzdem vom Direktor des Lindenau-Museums ein Heimatmuseum errichtet wurde.

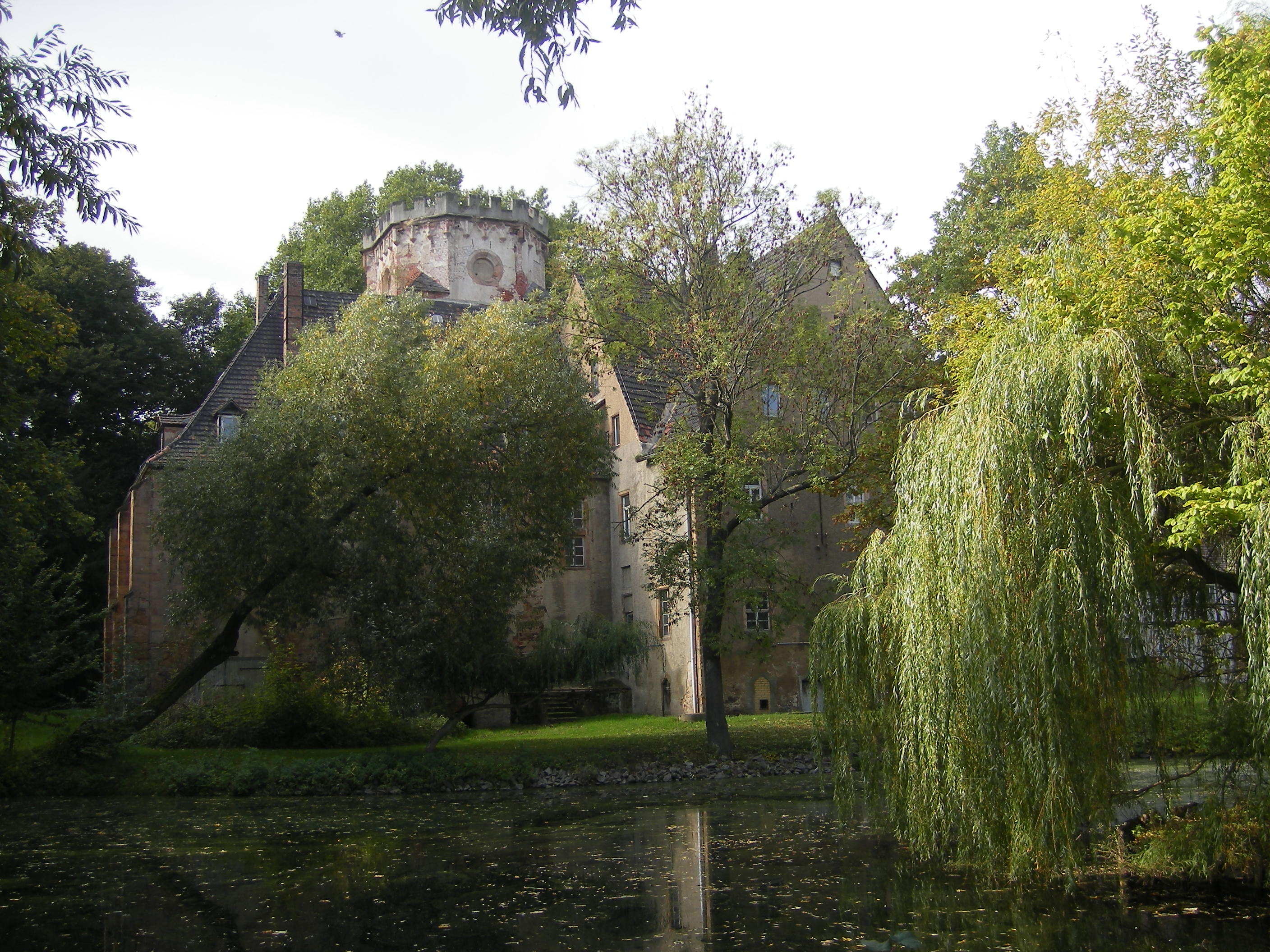
Wallteich mit Schloss
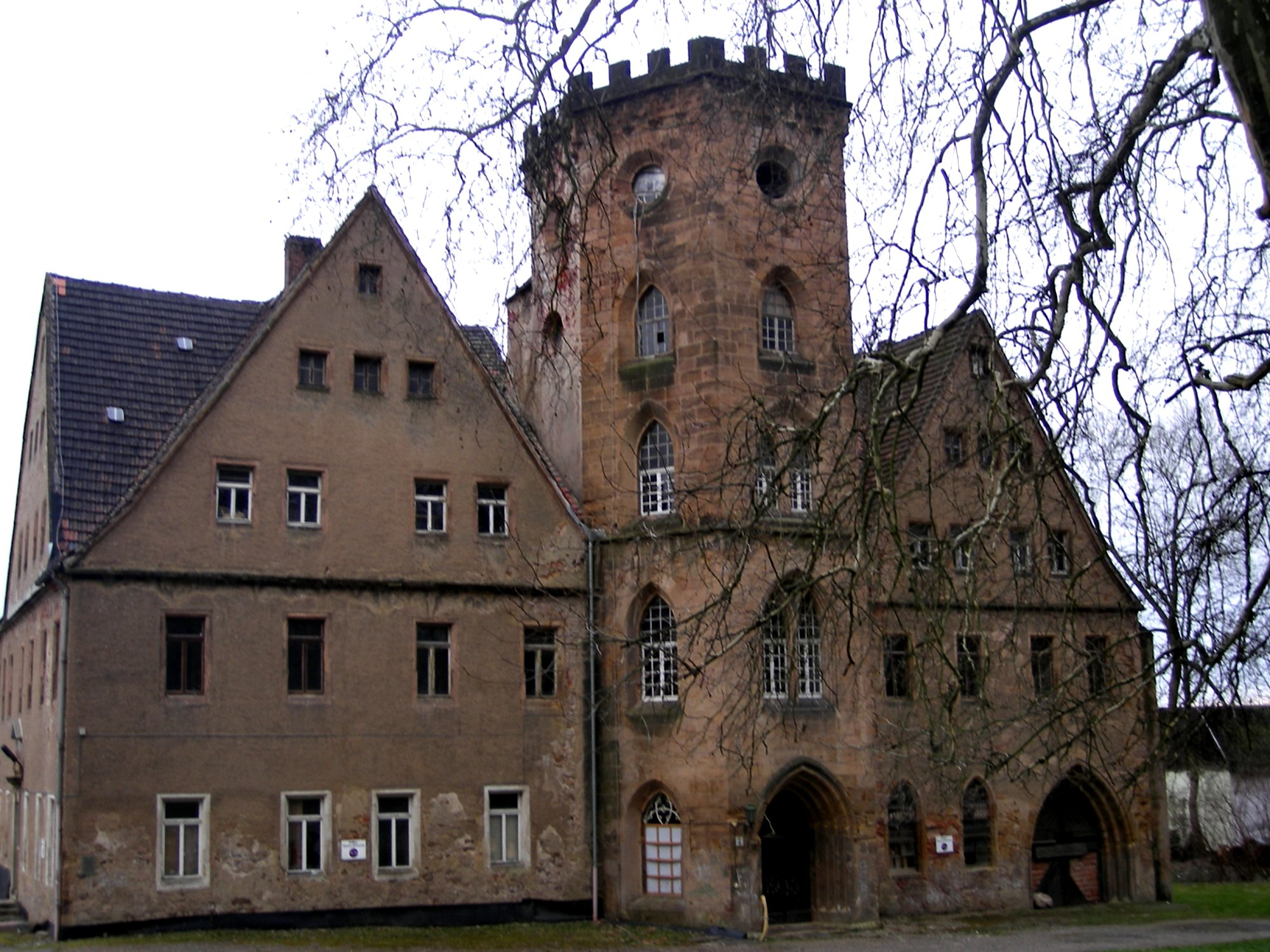
Das Poschwitzer Schloss
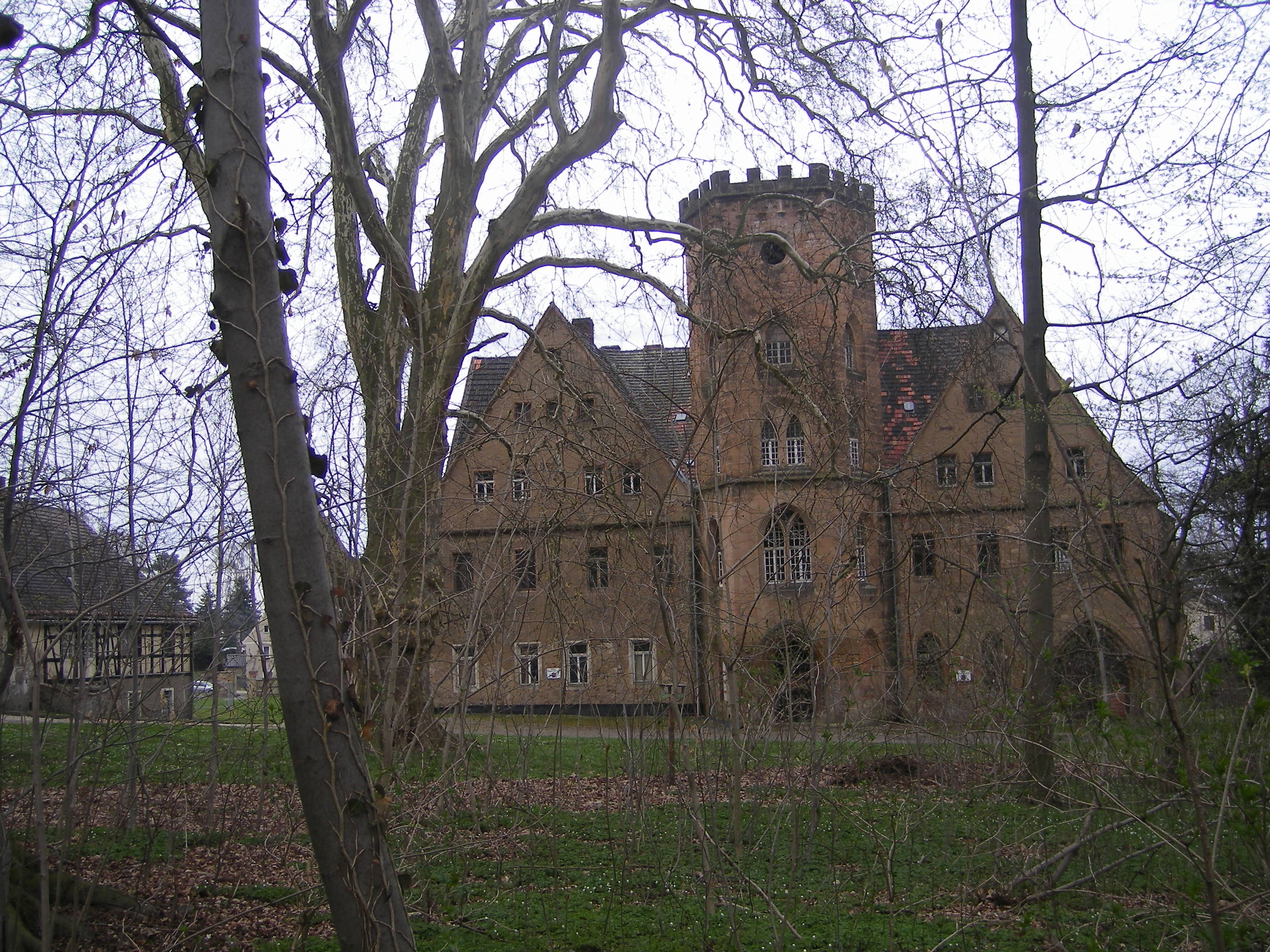
Schloss und Seitengebäude
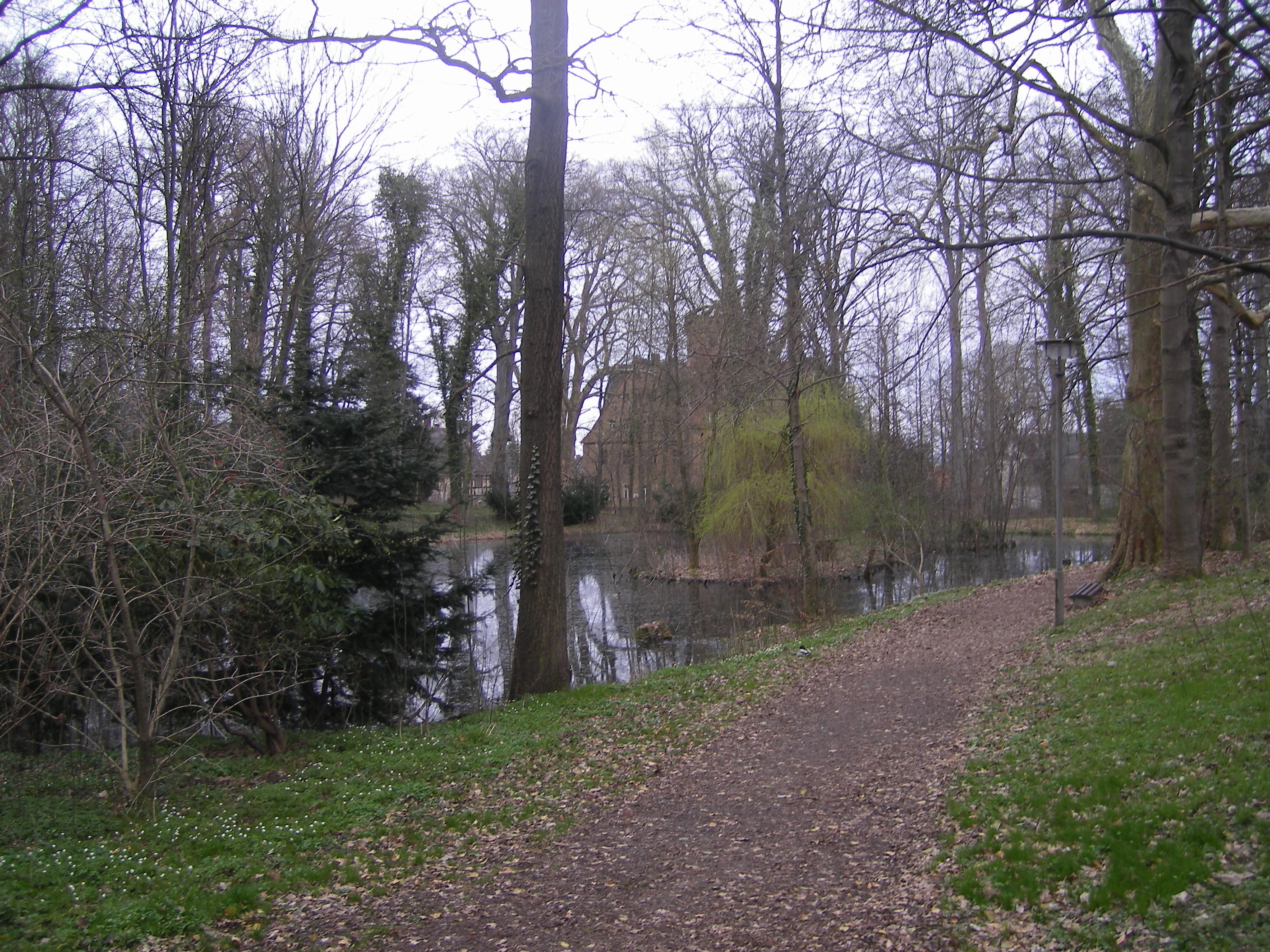
Der Poschwitzer Park

## Wirtschaft und Infrastruktur
Die Altenburger Ortsumgehung mit den drei Bundesstraßen 7, 93 und 180 verläuft durch den östlichen Teil der Gemarkung. Die nächstgelegene Anschlussstelle Altenburg-Nord/Windischleuba ist ungefähr 1 km entfernt. Ein großer Teil des Gewerbegebietes Weißer Berg liegt in der Gemarkung des Ortes, westlich des Ortskerns, von diesem durch den Schlosspark getrennt. Unter anderem befindet sich hier der Sitz des Armaturenwerkes Altenburg, des Altenburger Schlachthofes und der Altenburg Senffabrik. Weiterhin sind hier die Berufsfeuerwehr der Stadt Altenburg, der THW-Ortsverband Altenburg und das Altenburger Tierheim ansässig.

## Persönlichkeiten
- Georg von der Gabelentz (1840–1893), Sprachwissenschaftler und Sinologe
- Clementine von Münchhausen (1849–1913), Stickkünstlerin
- Hanns-Conon von der Gabelentz (1892–1977), Kunsthistoriker, Leiter des Lindenau-Museums